# Lindinis
Lindinis (Lindinae) war eine kleine römische Stadt in der Provinz Britannia (Britannien). Im vierten Jahrhundert lag sie dann wahrscheinlich innerhalb der Grenzen der neu eingerichteten Provinz Britannia prima. Der antike Name ist nur beim Geographen von Ravenna und auf zwei Inschriften, die sich am Hadrianswall fanden, überliefert. Lindinis war einer von zwei Hauptorten der civitas der Durotriges. Dieser Status ist nur in den Inschriften, die sich bei dem Hadrianswall fanden, bezeugt. Diese Civitas mag erst im zweiten Jahrhundert geteilt worden sein, da zu Beginn nur Durnovaria als Hauptort belegt ist.
Die Stadt wird heute mit Ilchester (Somerset) identifiziert. 
Lindinis hatte eine eisenzeitliche Vorgängersiedlung (Oppidum), von der sich Reste der Befestigungen fanden. In römischer Zeit wurde westlich davon ein römisches Militärlager errichtet, das bald von einer Zivilsiedlung abgelöst wurde. Die kleine Stadt nahm eine ungefähre Fläche von 25 ha ein. Ein Gebiet von zehn Hektar war später von einer Mauer umgeben. Bei der Mauer handelte es sich zunächst um einen Erdwall, der in späterer Zeit durch eine Steinmauer ersetzt wurde. Die Tore waren durch steinerne halbrunde Türme geschützt. Reste von Straßenzügen deuten auf einen Plan mit sich rechtwinkelig kreuzenden Straßen. Das Innere der Stadt war dicht mit Steinbauten bebaut. Es fanden sich zahlreiche Mosaiken, die auf einen gewissen Wohlstand deuten. Bisher konnten keine öffentlichen Gebäude identifiziert werden. Vor allem östlich der Stadtmauer gibt es große Gräberfelder. Ein großer Friedhof mit Körperbestattungen fand sich im Norden der Stadt. In einigen wenigen Fällen fanden sich Bleisärge in Sarkophagen. Im Süden konnten Reste bedeutender Vorstädte ausgegraben werden. Die Stadt scheint bis an das Ende des vierten Jahrhunderts geblüht zu haben.
In der Umgebung der Stadt gab es zahlreiche reich ausgestattete Villen, wie z. B. die Villa bei Lufton, East Coker, Ilchester Mead, Halstock oder die Villa bei Pitney.
Ilchester war im Mittelalter eine bedeutende Stadt. Archäologisch gibt es jedoch nur wenige Hinweise auf eine Siedlungskontinuität ins Mittelalter. Immerhin fand sich an einigen Stellen über den römischen Steinbauten eine Holzbebauung, und auch die Friedhöfe sind anscheinend noch im fünften Jahrhundert benutzt worden.